# Mesentoria testacea
Mesentoria testacea är en insektsart som beskrevs av Chen, S.C. och Yun He He 2008. Mesentoria testacea ingår i släktet Mesentoria och familjen Phasmatidae. Inga underarter finns listade i Catalogue of Life.